# Ширлак
Ширла́к (алт. чорлок — капля, журчащий) — водопад на реке Текту (бассейн Чуи) на Айгулакском хребте. Находится в Онгудайском районе республики Алтай.

Водопад расположен вплотную к Чуйскому тракту, виден с него, и хорошо известен путешественникам. В 1909 году исследователь Алтая В. И. Верещагин писал: 
Речка Чирлак, низвергающаяся с высокой каменной стены высоким водопадом. У устья Чирлака высятся беловатые скалы Верхнего Ак-Бома, сложенного, подобно Нижнему Ак-Бому из известняков.

## Легенда о водопаде Ширлак
Во времена падения Джунгарского Ханства, во время одного из нападений на Ойротию, была ранена одна девушка. Вместе с маленьким братом побежала она вниз по ложбине. Добежав до горного отвеса, предпочтя смерть, жизни на чужбине, они бросились со скалы. И с тех пор, скупой слезой течет вода водопада.